# Belknap-Klasse
Die Belknap-Klasse war eine Klasse von neun Lenkwaffenkreuzern der United States Navy. Die Klasse wurde in den 1960er Jahren gebaut und in Dienst gestellt und 1995 nach gut 30-jähriger Dienstzeit ausgemustert. Die Klasse umfasste neun Einheiten, die sowohl vor der Küste Vietnams in den 1960er und 1970er Jahren als auch im Persischen Golf in den 1980er und 1990er Jahren eingesetzt wurden.

## Geschichte
Die Belknap-Klasse wurde Ende der 1950er Jahre geplant. 1961 genehmigte der US-Kongress neun, im Januar 1962 eine zehnte Einheit der Klasse. Dabei forderten die Abgeordneten für die siebte Einheit einen nuklearen Antrieb. So wurde diese Einheit nach einem veränderten Entwurf gebaut und als Truxtun in Dienst gestellt. Die neun Schiffe der Belknap-Klasse wurden ab Februar 1962 bei vier Werften auf Kiel gelegt. Dies waren Bath Iron Works für fünf Einheiten (DLG-26 – -28, -32 und -34), die Puget Sound Naval Shipyard für zwei Einheiten (DLG-29 und -31) sowie für je ein Schiff die San Francisco Naval Shipyard (DLG-30) und Todd Pacific Shipyards (DLG-33). Über die Kosten einer Einheit wurden nie Angaben gemacht. Die Indienststellungen erfolgten zwischen 1964 und 1967, damals noch mit der Klassifizierung als DLG (Destroyer Leader Guided Missile, dt. wörtlich: Zerstörerführer mit Lenkwaffen). Dessen ungeachtet wurden die Schiffe dieser Klasse in der Regel als Large Frigates (dt.: Große Fregatten) bezeichnet. Dieses Nebeneinander unterschiedlicher Bezeichnungen machte die Reformbedürftigkeit des damaligen Bezeichnungssystems deutlich. Im Zuge der Abschaffung dieser Klassifizierung 1975 wurden die Einheiten zu Lenkwaffenkreuzern (CG, Cruiser Guided Missile) umklassifiziert.
Um die Zeit der Planung und Indienststellung wurden mehrere verschiedene Entwürfe, sowohl mit Nuklearantrieb (Long Beach, California-Klasse, Virginia-Klasse) als auch ohne (Leahy-Klasse) von DLG errichtet, die sich alle nur wenig voneinander unterschieden.

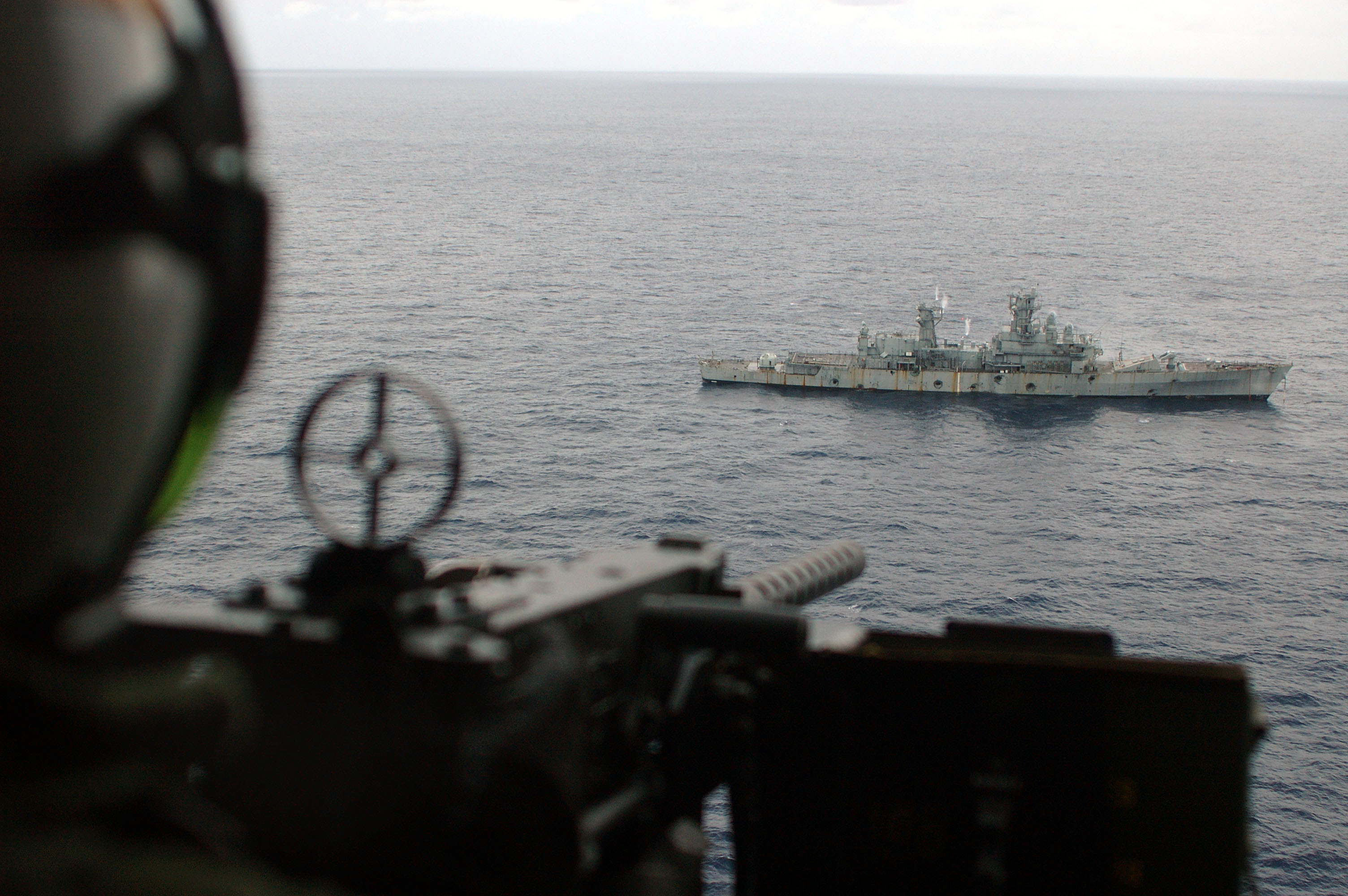
Das Ende einer Belknap: USS Standley wird 2005 versenkt

Ab Mitte der 1970er bis Anfang der 1990er Jahre wurden die Schiffe einem New Threat Upgrade (NTU, dt. etwa: Aufrüstung für neue Bedrohungen) unterzogen. Dabei wurde die Bewaffnung verstärkt, wofür auch die Elektronik angepasst werden musste. Außerdem wurden die Lebens- und Versorgungsräume der Besatzung sowie die Maschinenanlagen renoviert.
Die Schiffe blieben bis Mitte der 1990er Jahre in Dienst, nach 30 Jahren war ihre geplante Lebensdauer abgelaufen. Auch wenn die Einheiten dank des NTU noch einige Jahre mehr in Dienst hätten bleiben können, wurden sie aus Kostengründen außer Dienst gestellt. Die Klasse diente als eine der wenigen Schiffsklassen der United States Navy sowohl im Vietnamkrieg als auch während der Operation Desert Storm. Nach ihrer Außerdienststellung wurden die Schiffe entweder zerlegt und als Schrott verkauft oder als Zielschiffe versenkt. Ersetzt wurden die Schiffe durch die Kreuzer der Ticonderoga-Klasse.

## Einheiten
| Name                        | Bauwerft                                    | Kiellegung         | Stapellauf        | Indienststellung | Außerdienststellung | Bemerkungen                                   |
| --------------------------- | ------------------------------------------- | ------------------ | ----------------- | ---------------- | ------------------- | --------------------------------------------- |
| Belknap (CG-26)             | Bath Iron Works, Bath                       | 5. Februar 1962    | 20. Juli 1963     | 7. November 1964 | 15. Februar 1995    | Am 24. September 1998 als Zielschiff versenkt |
| Josephus Daniels (CG-27)    | Bath Iron Works, Bath                       | 23. April 1962     | 2. Dezember 1963  | 8. Mai 1965      | 21. Januar 1994     | 1999 abgebrochen                              |
| Wainwright (CG-28)          | Bath Iron Works, Bath                       | 2. Juli 1962       | 25. April 1965    | 8. Januar 1966   | 15. November 1993   | Am 12. Juni 2002 als Zielschiff versenkt      |
| Jouett (CG-29)              | Puget Sound Naval Shipyard, Bremerton       | 25. September 1962 | 30. Juni 1964     | 3. Dezember 1966 | 28. Januar 1994     | Am 10. August 2007 als Zielschiff versenkt    |
| Horne (CG-30)               | Hunters Point Naval Shipyard, San Francisco | 12. Dezember 1962  | 30. Oktober 1964  | 15. April 1967   | 4. Februar 1994     | Am 29. Juni 2008 als Zielschiff versenkt      |
| Sterett (CG-31)             | Puget Sound Naval Shipyard, Bremerton       | 25. September 1962 | 30. Juni 1964     | 8. April 1967    | 24. März 1994       | 2005 abgebrochen                              |
| William H. Standley (CG-32) | Bath Iron Works, Bath                       | 29. Juli 1963      | 19. Dezember 1964 | 9. Juli 1966     | 11. Februar 1994    | Am 25. Juni 2005 als Zielschiff versenkt      |
| Fox (CG-33)                 | Todd Pacific Shipyards, Los Angeles         | 15. Januar 1963    | 21. November 1964 | 8. Mai 1966      | 15. April 1994      | 2008 abgebrochen                              |
| Biddle (CG-34)              | Bath Iron Works, Bath                       | 9. Dezember 1963   | 2. Juli 1965      | 21. Januar 1967  | 30. November 1993   | 2001 abgebrochen                              |

## Technik

### Rumpf

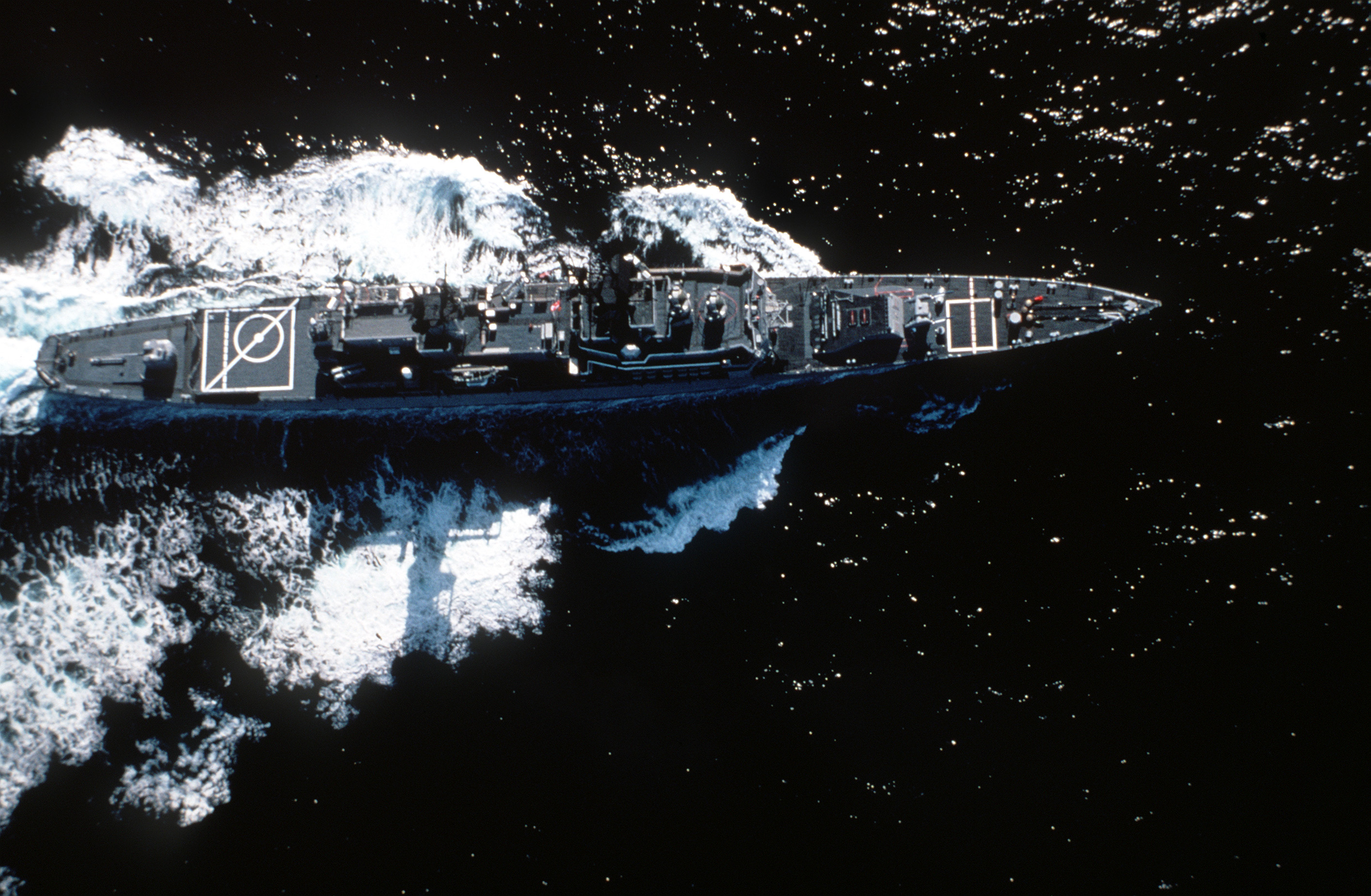
Luftaufnahme der USS Fox

Der Rumpf der Schiffe der Belknap-Klasse ist rund 166 Meter lang und 16 breit, was dem typischen Verhältnis von 1:10 entspricht. Die Verdrängung liegt voll beladen bei 8.957 ts. Das Deckshaus beginnt nach ca. 30 Metern hinter dem Bug. Dabei ist die Frontseite rechtwinklig zum Deck, dahinter folgt der erste Mast mit Schornstein (Mack, eine Kombination aus Mast und Stack, dt.: Schornstein). Im achteren Deckhaus befindet sich der Hangar für den Bordhelikopter, darauf der zweite Mack. Direkt hinter dem Hangar liegt die Landeplattform. Ganz am Heck, ein Niveau niedriger als der restliche Rumpf, befindet sich eine Plattform mit dem Geschütz. Die Absenkung soll den Anflug der Helikopter über das Heck erleichtern. Um das Gewicht des Schiffes zu verringern sind die Aufbauten komplett aus Aluminium gefertigt.

### Antrieb
Der Antrieb der Belknap-Klasse bestand aus zwei Getriebe-Turbinen. Diese erhielten Dampf aus vier Kesseln, der Druck in diesen lag bei bis zu 1.200 psi (82,7 bar). Die Leistung lag bei 85.000 PS. Die Schiffe wurden von zwei Schrauben angetrieben. Die Geschwindigkeit der Schiffe wurde mit 34 Knoten angegeben. Solche Geschwindigkeiten müssen die Schiffe halten können, um mit Flugzeugträgern auch während der Start- und Landephasen mithalten zu können. Für Dauerfahrten sind niedrigere Geschwindigkeiten nötig, die Reichweite fiel bei Geschwindigkeiten über 20 Knoten stark ab. Bei 15 Knoten lag sie bei 8.000 Seemeilen, bei 30 Knoten nur noch bei 2.500.

### Bewaffnung

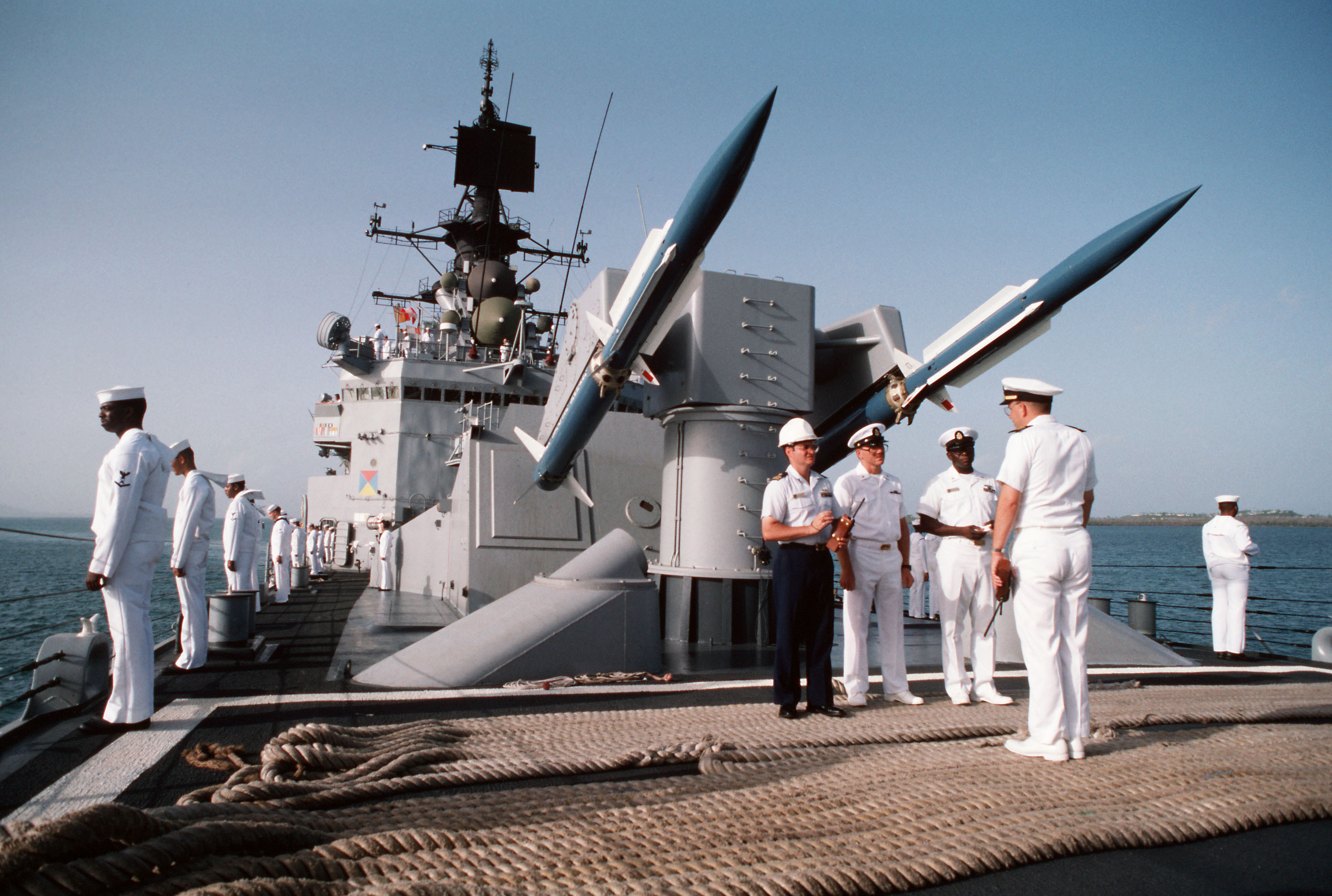
Lenkwaffenstarter auf USS Josephus Daniels

Zu Beginn ihrer Laufbahn bestand die Hauptbewaffnung der Schiffe, neben kleineren Geschützen mit einem Kaliber von 7,6 cm zur Nahbereichsverteidigung, aus einem 127 mm Mark 42 Mehrzweckgeschütz zum Einsatz gegen Luft- und Bodenziele. Der Mk 10 Raketenstarter verschoss zu Beginn zur Luftverteidigung die Terrier, nach deren Außerdienststellung dann die neue Standard Missile SM-1ER (extended Range, dt.: vergrößerte Reichweite). Nach dem NTU wurde die Elektronik für die verbesserte SM-2ER eingerichtet, so dass diese die SM-1 ersetzen konnte. Neben 40 dieser Raketen lagerten außerdem 20 Raketentorpedos ASROC zum Einsatz gegen U-Boote im Magazin. Diese Anordnung der Waffensysteme wird single-end genannt, da nur an einem Ende des Schiffes ein Starter für Lenkwaffen installiert ist. Zusätzlich gab es auf jeder Seite ein Dreifach-Torpedorohr für Torpedos von Typ Mark 46.
In den 1970er Jahren wurden an Bord der Schiffe je zwei Vierfachstarter für den Seezielflugkörper AGM-84 Harpoon installiert; je einer an jeder Seite mittschiffs platziert. In den 1980er Jahren kamen zwei Close-in-Weapon-Systems Phalanx hinzu, die Anbringung erfolgte relativ weit achtern, beidseits des Hangars.

### Elektronik

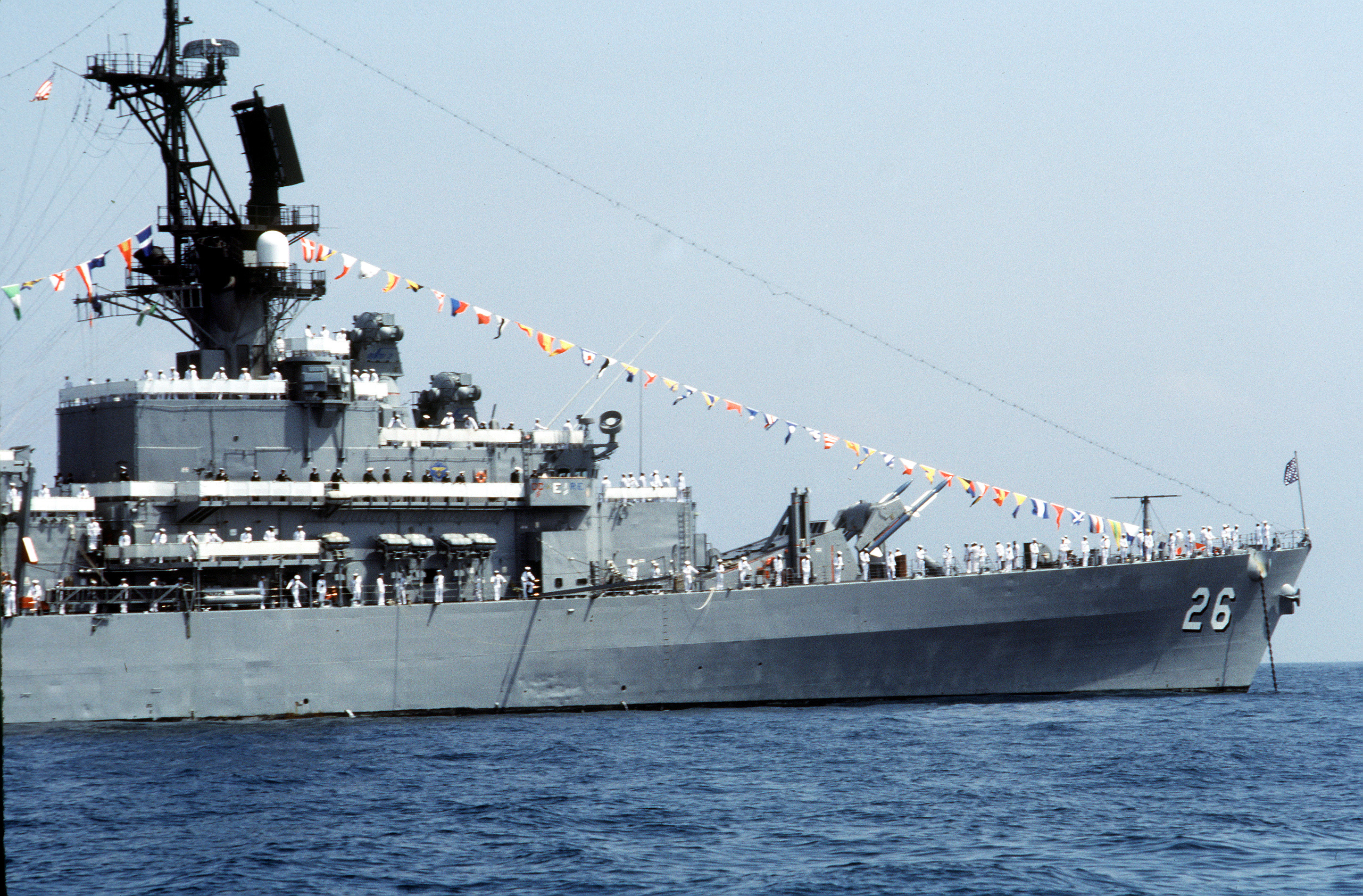
Auf dem vorderen Mast: Flächenantenne SPS-48, darüber SPS-10

Als Ortungs- und Navigations-RADAR war die gesamte Laufzeit über das System SPS-10 von Raytheon eingesetzt. Die Hauptaufgabe der Schiffe, Luftverteidigung, wurde von einer Kombination aus SPS-48 auf dem vorderen Mast und zu Beginn SPS-37 der Westinghouse Electric Corporation, nach einer Aufrüstung SPS-49 auf dem achteren Mast geleistet. Das SPS-37 beziehungsweise SPS-49 (Hersteller Raytheon) sind dabei für die Richtungssuche zuständig, während das SPS-48 von ITT-Gilfillan für die Höhenfindung zuständig ist.
Ein Sonarsystem befindet sich im Bug, das SPQ-26 kann sowohl aktiv als auch passiv U-Boote aufspüren.
Während des New Threat Upgrade wurde ein System zur elektronischen Kampfführung, bestehend aus dem SLQ-32, installiert. Die Antennen konnten für Fernmelde- und elektronische Aufklärung sowie als Störsender eingesetzt werden.

### Luftfahrzeuge
Die Kreuzer der Belknap-Klasse waren für den Transport und die permanente Unterbringung eines einzelnen Helikopters ausgerüstet. Dies war ein Hubschrauber nach LAMPS-I-Standard, also ein Kaman SH-2 Seasprite. Nach dem Aufkommen des Sikorsky SH-60 Seahawk wurde überlegt, ob die Belknaps mit der nötigen Technik für diesen Typ nachgerüstet werden sollte, dies wurde aber nicht durchgeführt.

## Einsatzprofil

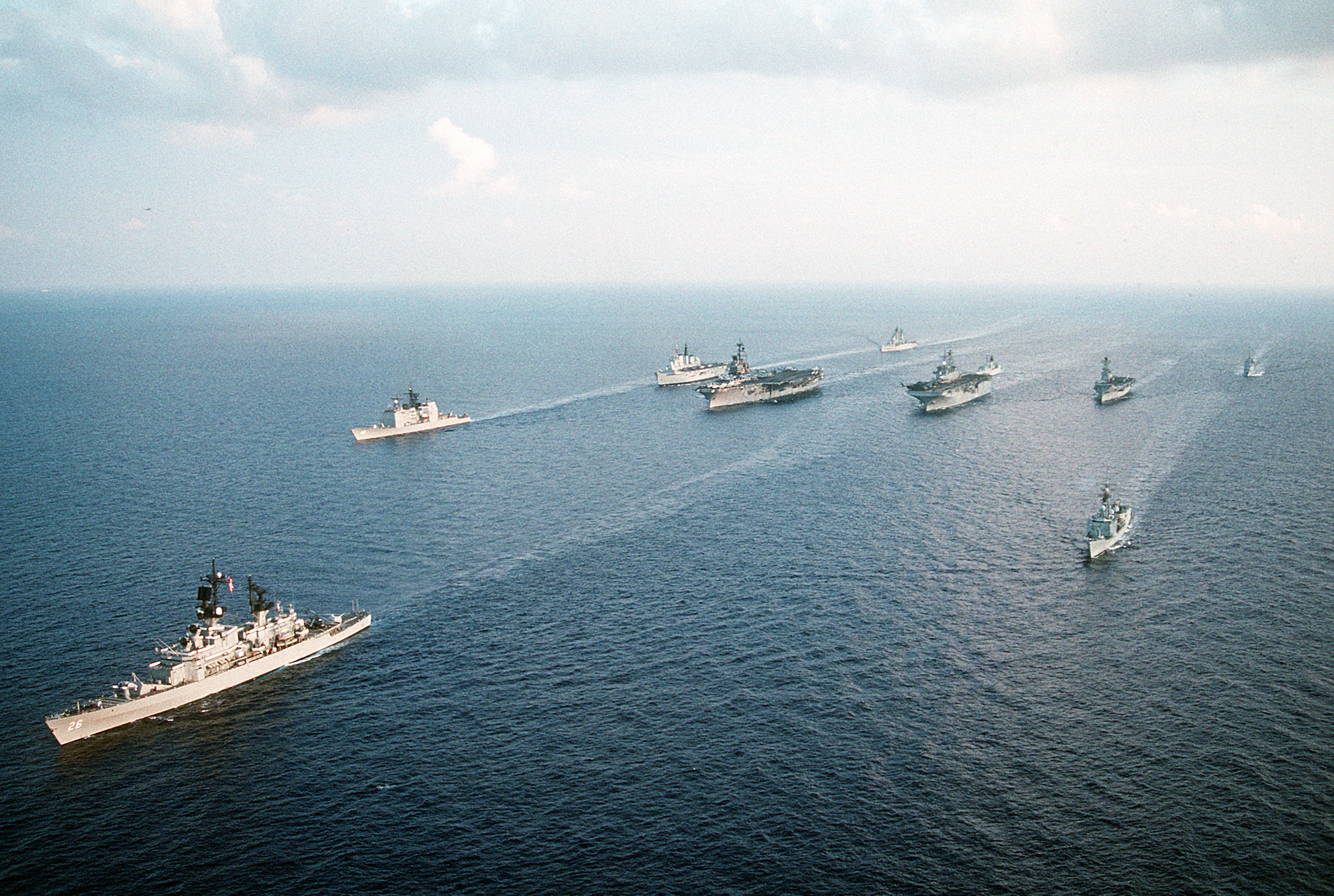
Die USS Belknap (vorn) mit amerikanischen, britischen und spanischen Einheiten

Die Schiffe der Belknap-Klasse waren von Beginn an zum Schutz der Trägerkampfgruppen ausgelegt. In diesen lag ihre Hauptaufgabe vor allem in der Bekämpfung von Luft- und Bodenzielen. U-Jagd konnte mittels des bordeigenen Helikopters sowie den an Bord befindlichen ASROC betrieben werden.
Seit der Nachrüstung mit Harpoon konnten sie auch Seeziele bekämpfen, womit die Schiffe die Anforderungen an einen Kreuzer erfüllten, der in der Lage sein muss, ohne direkten Anschluss an eine Flotte zu operieren und dabei Aufgaben wie die Freihaltung der Seewege erfüllen soll.
Während des Vietnamkrieges dienten die Schiffe – neben ihrer Rolle als Eskorte für die Träger – auch als RADAR-Vorposten und -leitstelle für die Trägerflugzeuge. Dabei wurden die Vektoren zu feindlichen Maschinen an die eigenen Jäger weitergegeben, um diesen das frühzeitige Abfangen zu ermöglichen. Von der Landeplattform operierte außerdem ein Helikopter als Combat-Search-and-Rescue-Einheit. Spätere Einsätze im Persischen Golf umfassten den Schutz von Supertankern im Rahmen der Operation Earnest Will sowie als Geleitschutz auch für multinationale Verbände während des Zweiten Golfkrieges und während Übungen in den folgenden Jahren.
Die Belknap diente in den 1990er Jahren außerdem als Flaggschiff der 6. Flotte der US Navy mit Hauptquartier in Italien.